# Umbrina reedi
Umbrina reedi es una especie de pez de la familia Sciaenidae en el orden de los Perciformes.

## Hábitat
Es un pez de mar y, de clima templado y bentopelágico.

## Distribución geográfica
Se encuentra en el Pacífico suroriental: el Archipiélago Juan Fernández (Chile ).

## Observaciones
Es inofensivo para los humanos.